# Starobin
Starobin (vitryska: Старобін) är en köping i Vitryssland.   Den ligger i voblasten Minsks voblast, i den centrala delen av landet, 130 km söder om huvudstaden Horad Mіnsk. Starobin ligger 146 meter över havet och antalet invånare är 6 055.

## Natur
Terrängen runt Starobin är mycket platt. Närmaste större samhälle är Salіhorsk, 8,7 km nordost om Starobin.